# Scranton (Dacota do Norte)
Scranton é uma cidade localizada no estado norte-americano de Dacota do Norte, no Condado de Bowman.

## Demografia
Segundo o censo norte-americano de 2000, a sua população era de 304 habitantes.
Em 2006, foi estimada uma população de 280, um decréscimo de 24 (-7.9%).

## Geografia
De acordo com o United States Census Bureau tem uma área de
2,3 km², dos quais 2,3 km² cobertos por terra e 0,0 km² cobertos por água. Scranton localiza-se a aproximadamente 872 m acima do nível do mar.

## Localidades na vizinhança
O diagrama seguinte representa as localidades num raio de 36 km ao redor de Scranton.